# Vlist
Vlist – dawna gmina w Holandii, w prowincji Holandia Południowa.

## Współpraca
- Bač, Serbia